# Rudbeckia heliopsidis
Rudbeckia heliopsidis là một loài thực vật có hoa trong họ Cúc. Loài này được Torr. & A.Gray miêu tả khoa học đầu tiên năm 1842.